# ريكا كينوغاوا
ريكا كينوغاوا (衣川里佳 كينوغاوا ريكا) هي مؤدية أصوات يابانية ولدت في 17 ديسمبر 1993 في طوكيو.

## أدواره في الأنمي

### مسلسلات أنمي تلفزيونية
- أورينج - تاكاكو تشينو
- زومبي لاند ساغا - يوغيري
- ملحمة مسيرة الموت إلى العالم الآخر - إيونا، لينماريس
- هندريد - ليدي ستاينبرغ
- نزل الآخرة - والدة آوي تسوباكي
- ميزان نيل أدميراري - تشوكو أوكوتشيما

### أنمي الإنترنت
- بي البداية - زوجة العمدة

### أفلام أنمي
- أورينج: المستقبل - تاكاكو تشينو

## وصلات خارجية
- ريكا كينوغاوا على موقع IMDb (الإنجليزية)
- ريكا كينوغاوا على موقع ميوزك برينز (الإنجليزية)
- ريكا كينوغاوا على موقع قاعدة بيانات الفيلم (الإنجليزية)
- ريكا كينوغاوا على موقع ANN person (الإنجليزية)